# شهرستان کویبیشفسکی (استان کالوگا)
شهرستان کویبیشفسکی (به لاتین: Kuybyshevsky District) یک شهرستان در روسیه است که در استان کالوگا واقع شده‌است.